# Reka (Kladovo)
Reka (kyrillisch: Река) ist ein Dorf in der Opština Kladovo und im Bezirk Bor im Osten Serbiens. 

## Einwohner
Die Volkszählung 2002 (Eigennennung) ergab, dass 278 Menschen im Dorf leben. Davon waren:
|          | Anzahl | Prozent |
| Gesamt   | 278    | 100     |
| Serben   | 269    | 96,76   |
| Rumänen  | 5      | 1,79    |
| Walachen | 4      | 1,43    |

Weitere Volkszählungen:
- 1948: 609
- 1953: 643
- 1961: 694
- 1971: 603
- 1981: 529
- 1991: 438

## Sehenswürdigkeiten
Etwa vier Kilometer nordwestlich befindet sich der Blederija-Wasserfall.